# Hendrick Bages
Hendrick  Gabriel Calamé-Rosset Bages (Caracas, 10 marzo 1987) è un attore venezuelano.

## Biografia
Nasce e vive parte della sua infanzia a Caracas e studia al Colegio Francia, per poi trasferirsi a Suiza a 12 anni. Dopo la scuola risiede con sua madre per un anno in Francia. Quando la sua famiglia si sposta negli Stati Uniti d'America, completa lì i suoi studi liceali.

### Carriera
A Miami, si unisce al gruppo di giovani attori di RCTV, entrando nel cast di Por Todo lo Alto, sua prima esperienza in televisione, con Daniel Alvarado e Marialejandra Martín. Nel contempo, studia un anno di Comunicazione Sociale nell'università Santa María, costringendolo a ritirarsi momentaneamente dalla recitazione.
Diventa noto per la sua partecipazione a Somos tú y yo, trasmesso in Italia dall'8 marzo 2015 su Rai Gulp, dove interpreta il ruolo di Hendrick, uno dei protagonisti nella telenovela, riprendendolo in Somos tú y yo: un nuevo dia e nella sitcom Non può essere!. Partecipa anche a pubblicità di note marche come Oster, Oscar Mayer e Frescolita.

## Vita privata
La notte dell'11 novembre 2013 ha avuto un incidente d'auto con Yuvanna Montalvo, Juan Carlos García e Alejandro Mogollón, nell'incidente rischiò di morire per i polmoni perforati

## Filmografia

### Televisione
- Somos tú y yo – serial TV (2007-2010)
- Somos tú y yo: un nuevo dia – serie TV (2009)
- Non può essere! (NPS: No puede ser) – serie TV (2010-2011)

## Discografia

### Colonne sonore
- 2007 – Somos tú y yo
- 2008 – Somos tú y yo 2
- 2009 – Somos tú y yo: un nuevo día
- 2010 – NPS: No puede ser

## Doppiatori italiani
Nelle versioni in italiano delle opere in cui ha recitato, Hendrick Bages è stato doppiato da:
- Sacha Pilara in Somos tú y yo[1]
- Dario De Rosa in Somos tú y yo: un nuevo dia[2]
- Fabrizio De Flaviis in Non può essere![3]